# Bài tập siết cơ

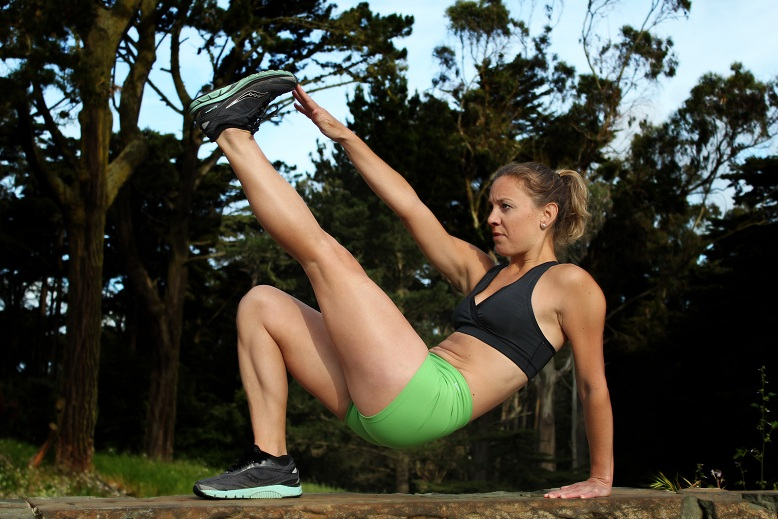
Bài tập siết cơ tĩnh, người tập sẽ vào thế căng giãn cơ (gồng người siết cơ) đồng thời duy trì tư thế này phải đủ lâu theo yêu cầu của bài tập

Bài tập siết cơ (Isometric exercise) là bài tập thể dục liên quan đến sự co cơ tĩnh (siết cơ) mà không có bất kỳ chuyển động nào có thể nhìn thấy ở góc khớp. Đặc trưng của bài tập này là vào các tư thế co giãn cơ nhưng sẽ phải gồng người, siết cơ (co cơ hoặc duỗi cơ) để giữ nguyên tư thế và duy trì động tác trong một thời gian tương đối lâu từ đó lực tác động lên các nhóm cơ. Ví dụ xa xưa về bài tập siết cơ chính là bài nhập môn đứng tấn (phổ biến là thế Trung bình tấn) trong võ thuật cổ truyền mà các môn sinh phải trải qua để rèn bộ pháp vững chãi trước khi lãnh hội các chiêu thức. Bài tập này còn có tên gọi khác như bài tập co cơ tĩnh, hay bài tập đẳng cự hoặc bài tập siết cơ đẳng trương, theo đó, trong tiếng Anh thì thuật ngữ "Isometric" được kết hợp các từ tiếng Hy Lạp là isos (ngang bằng) và -metria (đo lường), nghĩa là trong các bài tập này, chiều dài của cơ và góc khớp không thay đổi, mặc dù cường độ co cơ, giãn cơ, kéo cơ có thể thay đổi theo diễn tiến động tác. Trong các bài tập thể trọng và bài tập thể chất, thường có một giai đoạn của bài tập khó thực hiện hơn các giai đoạn khác. Có thể kết hợp giữa bài tập co cơ tĩnh (Isometric) để tăng cường độ hành động của người tập tại giai đoạn này. Trong một thời gian tập luyện, điều này có thể giúp người tập nâng tạ dễ dàng hơn từ vị trí này.

## Công dụng

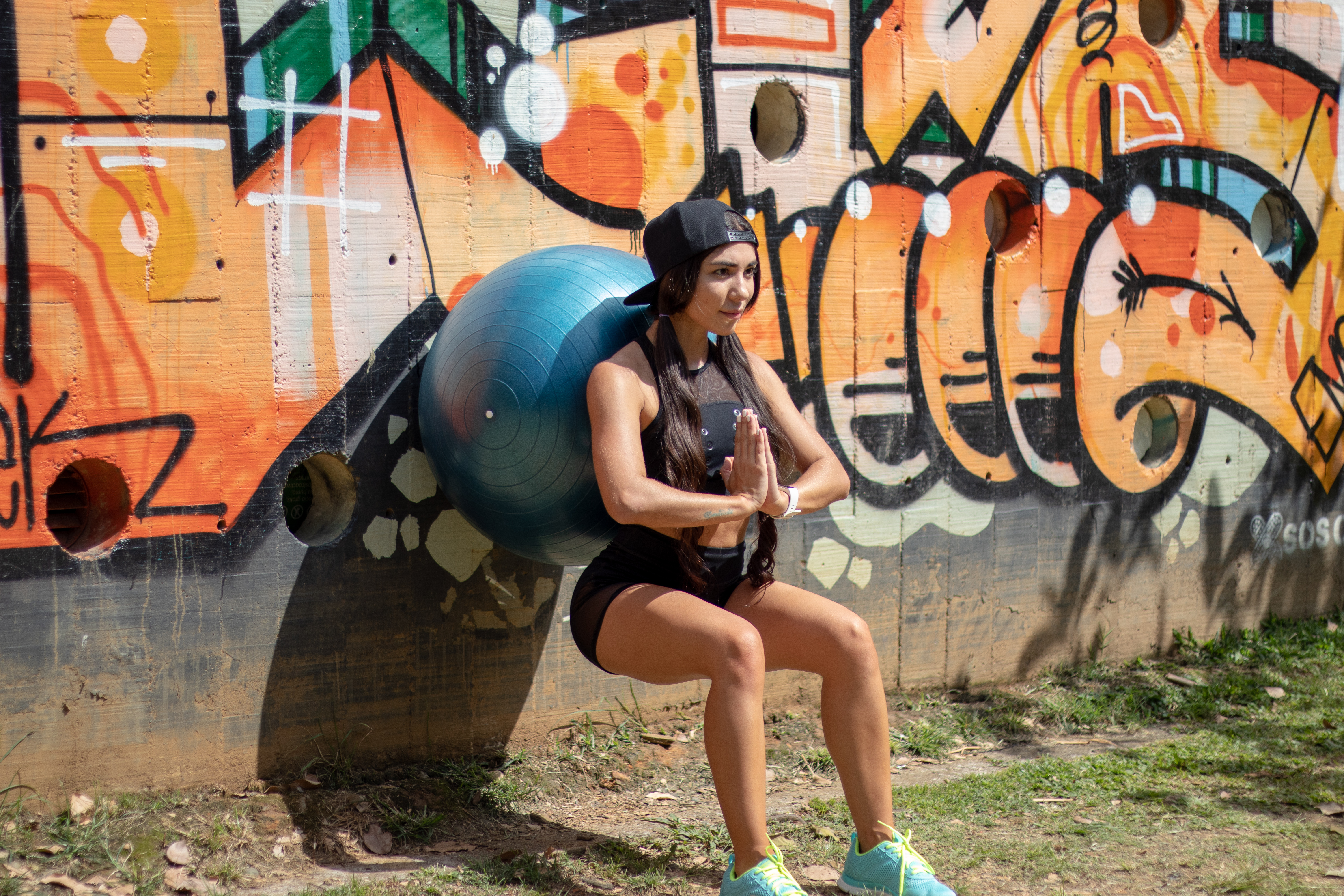
Bài tập Squat trên tường (dựa lưng vào tường) qua quả bóng đàn hồi

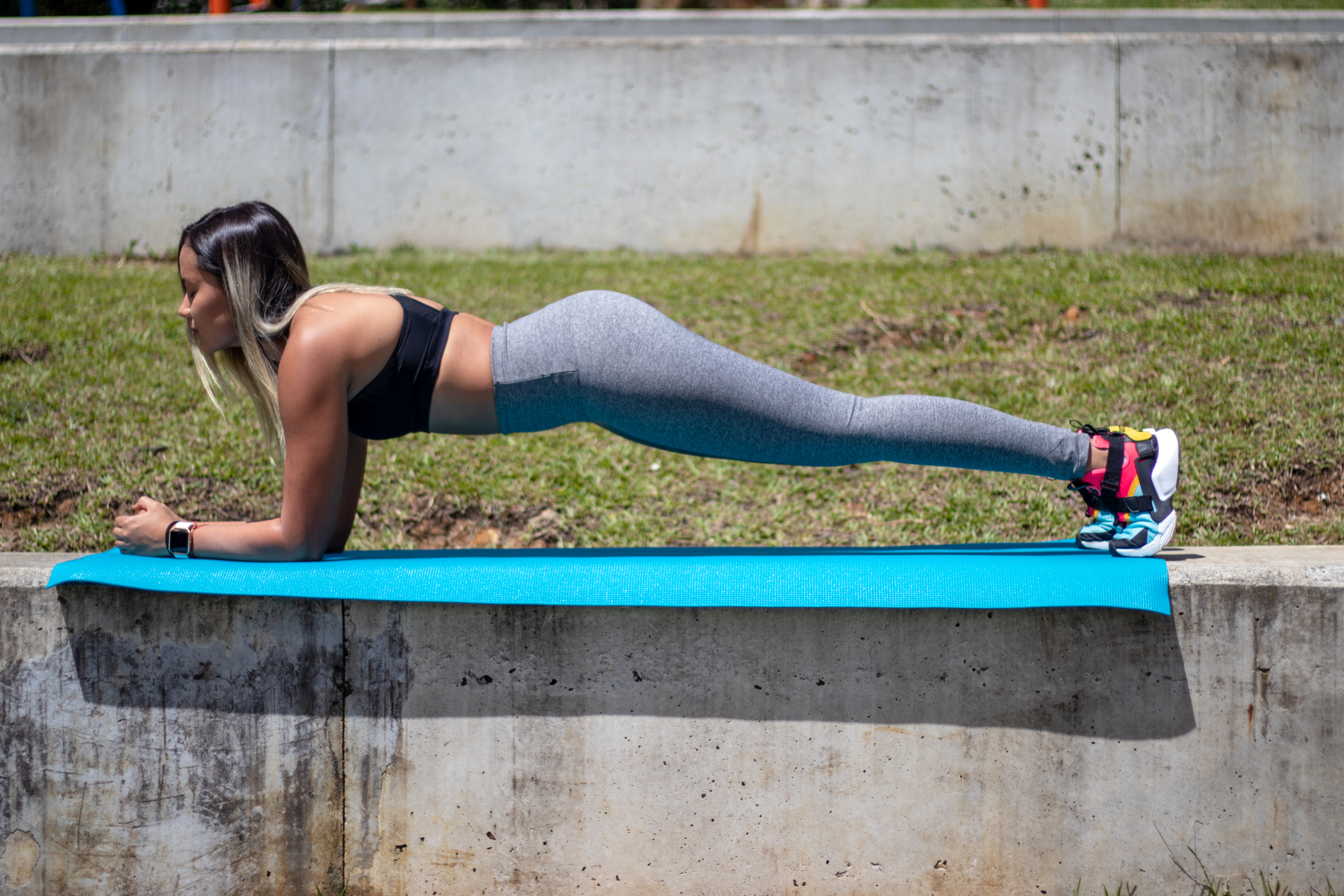
Plank bụng (Đo sàn siết cơ) là một trong những bài tập co cơ tĩnh điển hình thời nay

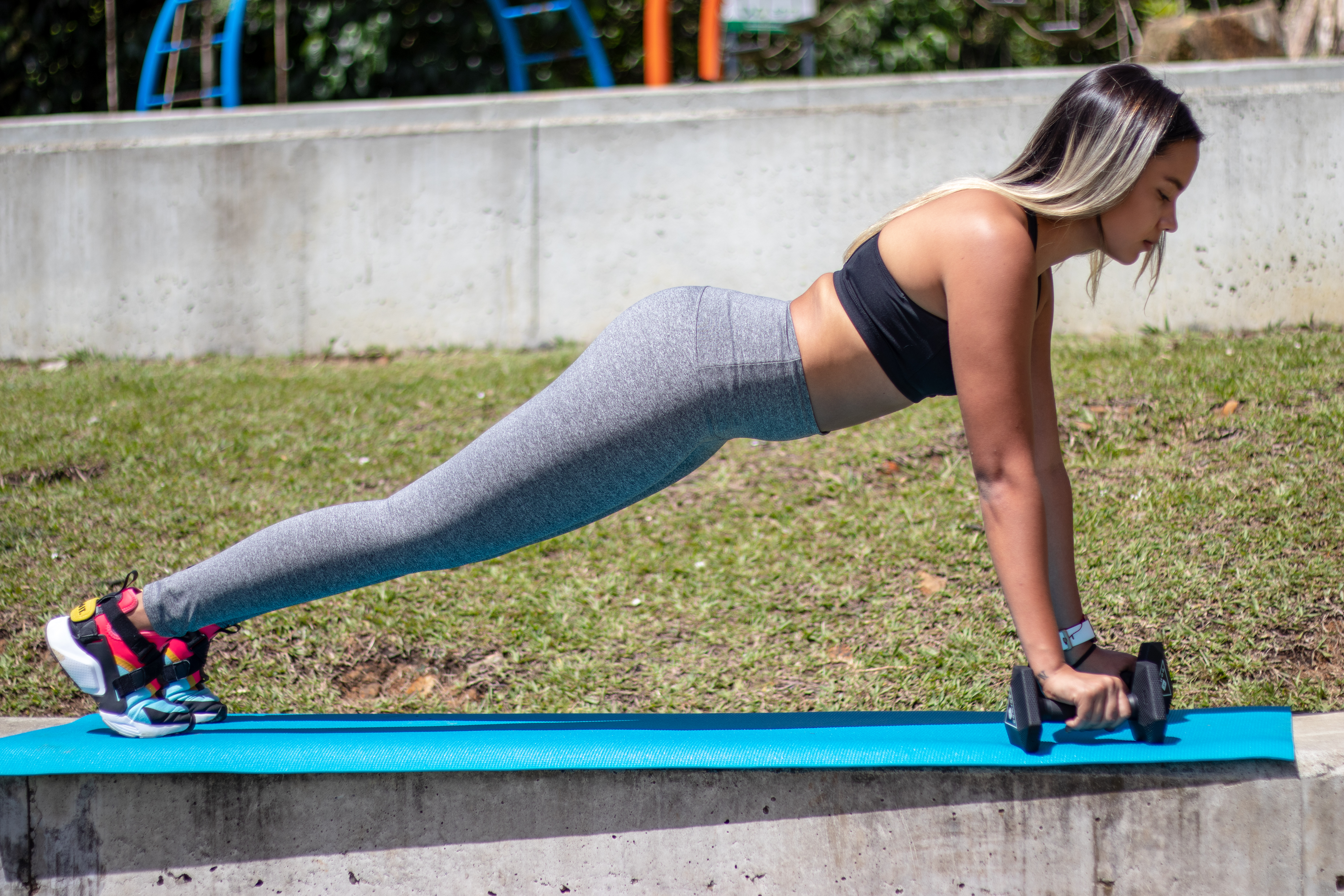
Plank bụng (đo sàn siết cơ) với tạ tay (Dumbbell)

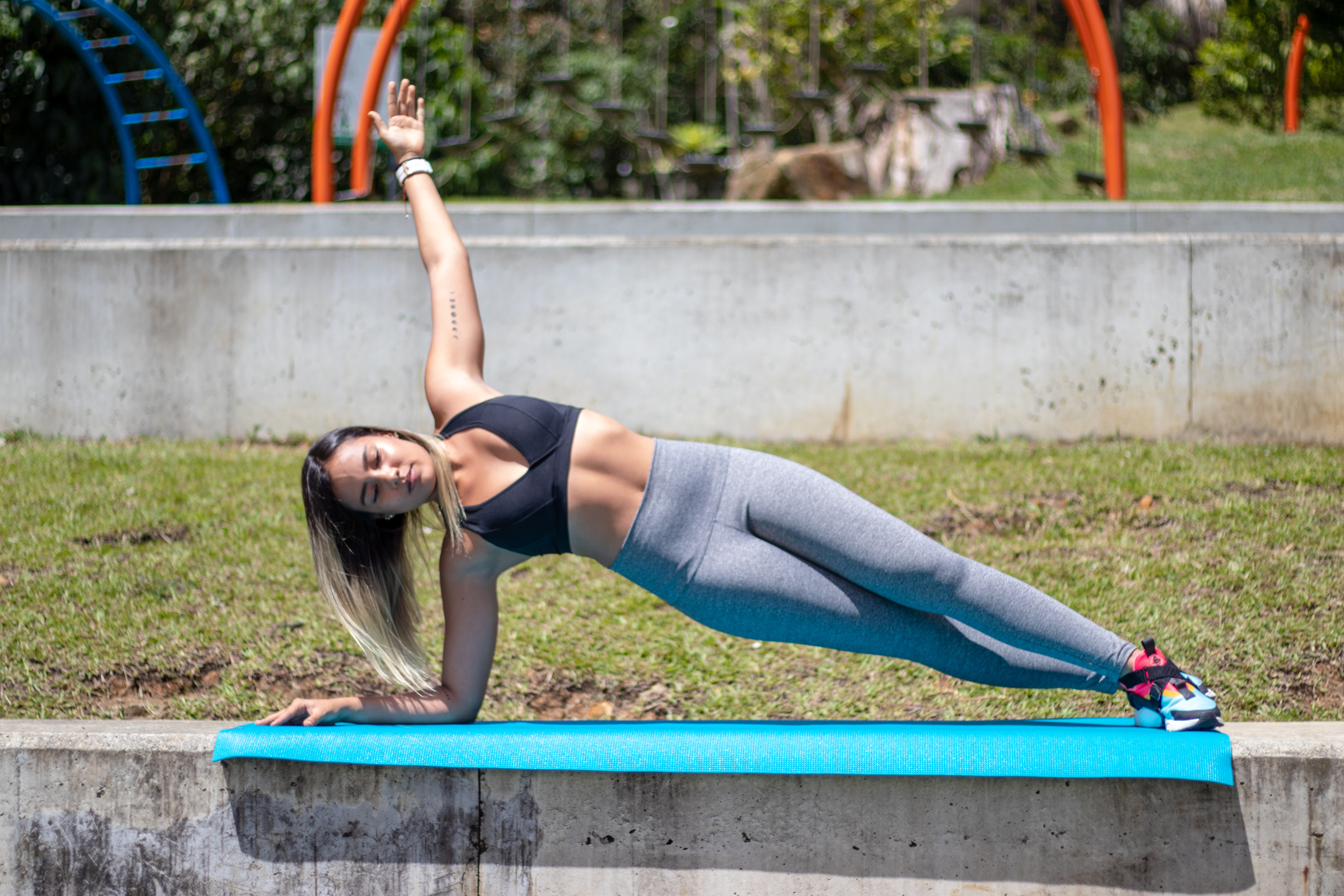
Plank bụng một bên

Các bài tập tĩnh hay co cơ đẳng trường là những bài tập yên cầu cơ bắp phải co rút và không thay đổi tư thế trong một thời hạn nhất định gọi là Isometric split squat (bài tập co cơ tĩnh squat từng chân). Bài tập này liên quan đến khả năng giữ thăng bằng và đứng lên xuống. Để thực hiện bài tập, đặt 1 chân ở phía trước và chân kia ở phía sau, uốn cong cả 2 đầu gối thành một góc 90 độ bằng cả 2 chân, giữ tối đa hai (2) phút. Nếu góc 90 độ quá sâu để uốn cong, có thể giữ vị trí cao hơn một chút hoặc sử dụng một vật chắc chắn để chạm nhẹ và hỗ trợ. Ngoài ra, có bài tập Wall sit with heel raise (bài tập dựa lưng vào tường với gót chân nâng cao) để rèn luyện gót và gân Achilles để duy trì khả năng đàn hồi khi tác động vào hông, đầu gối và mắt cá chân. Bắt đầu bằng cách đứng quay lưng vào tường, ấn đầu, lưng trên và mông vào tường khi bước chân ra khỏi tường và bắt đầu trượt vào tư thế ngồi, với đầu gối và hông cong 90 độ, rồi nâng gót chân lên mà không di chuyển bất cứ bộ phận nào khác. Kết hợp bài tập co cơ đẳng trương Isometric xen kẽ với đẩy tạ để kích thích cơ ngực phát triển săn chắc.
Một nghiên cứu cho thấy bài tập co cơ đẳng cự có tác dụng hạ huyết áp thậm chí còn tốt hơn một số bài tập tim mạch. Trong đó, Wall sit hay bài tập ngồi dựa lưng vào tường (còn được gọi là Squats trên tường) là một động tác đơn giản có thể thực hiện ở hầu hết mọi nơi, nó không chỉ giúp tăng cường sức mạnh mà còn tốt cho sức khỏe tim mạch và mang lại nhiều lợi ích như giảm cân, cơ bụng săn chắc, thậm chí giúp hạ huyết áp, bài tập ngồi dựa lưng vào tường, có thể giúp giảm huyết áp hiệu quả hơn các hình thức tập thể dục khác, bao gồm hoạt động aerobic, tập tạ hoặc tập cường độ cao xen kẽ. Phân tích mới cho thấy khoảng 8 phút tập bài tập isometric, với 3 lần một tuần, có thể giúp giảm huyết áp một cách đáng kể, nghĩa là việc ngồi dựa lưng vào tường trong 2 phút và nghỉ ngơi trong 2 phút, lặp lại tổng cộng 4 lần ngồi dựa lưng vào tường có khoảng nghỉ ở giữa, trung bình, thói quen ngồi dựa lưng vào tường đều đặn sẽ làm giảm huyết áp tâm thu xuống 10mmHg và huyết áp tâm trương xuống 5mmHg.
Thực hiện bài tập ngồi dựa lưng vào tường thực sự có thể mang lại nhiều công hiệu bao gồm cả việc xây dựng khối lượng cơ bắp (tăng cơ bắp). Bài tập này tác động lên toàn bộ phần dưới cơ thể và cảm nhận được chuyển động này ở cơ gân kheo, cơ tứ đầu và cơ mông. Bằng cách vận động cơ lõi, tư thế ngồi dựa lưng vào tường cũng giúp tăng cường cơ bụng, tư thế ngồi dựa lưng vào tường xây dựng sức mạnh đẳng cự và sức bền ở cơ mông, bắp chân và cơ tứ đầu, tư thế này tập trung vào chân nên nó phát triển sức mạnh và sự ổn định, phần thân dưới là bộ phận quan trọng giúp xây dựng sức mạnh tổng thể. Ngồi dựa lưng vào tường rất tốt cho việc giảm cân vì nó giúp đốt cháy calo nhanh chóng bằng cách giữ cho các cơ co lại trong thời gian dài thông qua sự lặp lại. Vì toàn bộ chân sẽ chịu tác động nặng nề trong quá trình tập luyện nên khả năng giữ thăng bằng sẽ được cải thiện, khi cải thiện tư thế nên cơ thể sẽ cảm thấy nhẹ nhàng và linh hoạt hơn. Đây là một bài tập để ổn định cơ lõi vì cơ bụng được tập trung trong tư thế ngồi dựa lưng vào tường, nên phát triển cơ bụng bắt đầu săn chắc. Ngồi dựa lưng vào tường giúp phần thân dưới hoạt động tốt để tạo sức bền cho phần thân dưới và tăng khả năng vận động, việc ngồi dựa lưng vào tường giúp tăng sức mạnh phần thân dưới cũng như sức mạnh cơ bụng nên chúng cũng có thể giúp tăng sức bền.